# 尚义县
41°04′37.37″N 113°58′01.36″E / 41.0770472°N 113.9670444°E
尚義县在中华人民共和国河北省西北部、洋河上游，外长城以北，是张家口市下辖的一个县。位于河北省张家口市西部，邻接内蒙古自治区。縣人民政府駐南壕堑镇平安西街152号。
1934年由商都县析置尚义设治局，1936年改为尚义县。农产品以莜麦、小麦、马铃薯、胡麻为主。草原广阔，畜牧业发达。工业有煤炭、机械、造纸、皮毛加工、建材等。古迹有明长城。

## 气候
年平均气温只有3.5℃，属寒温带大陆性季风气候。

## 行政区划
尚义县下辖7个镇、7个乡：
南壕堑镇、大青沟镇、八道沟镇、红土梁镇、小蒜沟镇、三工地镇、满井镇、大营盘乡、大苏计乡、石井乡、七甲乡、套里庄乡、甲石河乡和下马圈乡。

## 人口
截至2020年11月1日零時，根據張家口市第七次人口普查數據結果，尚義縣常住人口104247人，佔張家口市常住總人口的2.53%。

## 交通
- 335国道过境。
- 张呼客运专线过境。